# Fyen Rundt 2022
Fyen Rundt 2022 var den 111. udgave af det danske cykelløb Fyen Rundt. Det 189,2 km lange linjeløb blev kørt den 22. maj 2022. Løbet var en del af UCI Europe Tour 2022.
Løbet blev vundet af Mads Pedersen fra det danske landshold, for tredje gang i karrieren.

## Resultater
| \| Samlede stilling \| Samlede stilling \| Samlede stilling \| Samlede stilling \| Samlede stilling \| \| Rytter \| Rytter \| Hold \| Tid \| \| \| ---------------- \| ------------------------ \| -------------------------------- \| ---------------- \| ---------------- \| \| 1. \| Mads Pedersen \| Danmark \| 4t 33' 09" \| \| \| 2. \| Elmar Reinders \| Riwal Cycling Team \| + 0" \| \| \| 3. \| Sebastian Kolze Changizi \| ColoQuick \| + 0" \| \| \| 4. \| Mathias Larsen \| Restaurant Suri-Carl Ras \| + 0" \| \| \| 5. \| Nicklas Amdi Pedersen \| Bache-JS.dk \| + 0" \| \| \| 6. \| Marcin Budziński \| HRE Mazowsze Serce Polski \| + 2" \| \| \| 7. \| Joren Bloem \| À Bloc CT \| + 2" \| \| \| 8. \| William Wisholm \| Team Sparekassen Danmark Aalborg \| + 2" \| \| \| 9. \| Christian Lindquist \| Restaurant Suri-Carl Ras \| + 2" \| \| \| 10. \| Lukáš Kubiš \| Dukla Banská Bystrica \| + 5" \| \| \| 11. \| Jacob Hindsgaul \| Uno-X Pro Cycling Team \| + 5" \| \| \| 12. \| Martijn Budding \| Riwal Cycling Team \| + 5" \| \| \| 13. \| Wessel Mouris \| WPGA Amsterdam Racing Academy \| + 5" \| \| \| 14. \| Rasmus Søjberg Pedersen \| BHS-PL Beton Bornholm \| + 5" \| \| \| 15. \| Lars Loohuis \| À Bloc CT \| + 5" \| \| |                          |                                  |            |
| |                          |                                  |            |
| Kilde: ProCyclingStats |                          |                                  |            |
| Samlede stilling |                          |                                  |            |
| Rytter | Rytter                   | Hold                             | Tid        |
| 1. | Mads Pedersen            | Danmark                          | 4t 33' 09" |
| 2. | Elmar Reinders           | Riwal Cycling Team               | + 0"       |
| 3. | Sebastian Kolze Changizi | ColoQuick                        | + 0"       |
| 4. | Mathias Larsen           | Restaurant Suri-Carl Ras         | + 0"       |
| 5. | Nicklas Amdi Pedersen    | Bache-JS.dk                      | + 0"       |
| 6. | Marcin Budziński         | HRE Mazowsze Serce Polski        | + 2"       |
| 7. | Joren Bloem              | À Bloc CT                        | + 2"       |
| 8. | William Wisholm          | Team Sparekassen Danmark Aalborg | + 2"       |
| 9. | Christian Lindquist      | Restaurant Suri-Carl Ras         | + 2"       |
| 10. | Lukáš Kubiš              | Dukla Banská Bystrica            | + 5"       |
| 11. | Jacob Hindsgaul          | Uno-X Pro Cycling Team           | + 5"       |
| 12. | Martijn Budding          | Riwal Cycling Team               | + 5"       |
| 13. | Wessel Mouris            | WPGA Amsterdam Racing Academy    | + 5"       |
| 14. | Rasmus Søjberg Pedersen  | BHS-PL Beton Bornholm            | + 5"       |
| 15. | Lars Loohuis             | À Bloc CT                        | + 5"       |

## Hold og ryttere
| UCI ProTeam- Uno-X Pro Cycling Team UCI Kontinentalhold (13)- À Bloc CT - ATT Investments - Allinq Continental Cycling Team - BHS-PL Beton Bornholm - ColoQuick - Dukla Banská Bystrica - HRE Mazowsze Serce Polski - Kaunas Cycling Team - Motala AIF Serneke Allebike - Restaurant Suri-Carl Ras - Riwal - Team Skyline - Voltas Cycling Team Landshold- Danmark DCU Elite Teams (8)- Herning CK Elite Biemme Danmark - Bache-JS.dk - CO:PLAY-Giant Store - Georg Berg - Give Elementer - IBT-BH Carl Ras - Nyt Syn powered by Fialla - Sparekassen Danmark Aalborg Amatørcykelhold (3)- Team SmartDry - The Cycling Academy Race Team - Tønsberg CK Elite Regional- og klubhold (2)- Team Kjekkas Elite - WPGA Amsterdam Racing Academy |
| |

### Startliste
| Uno-X Pro Cycling Team UXT | Uno-X Pro Cycling Team UXT | Uno-X Pro Cycling Team UXT |
| -------------------------- | -------------------------- | -------------------------- |
| Nr.                        | Rytter                     | Placering                  |
| 1                          | Jacob Hindsgaul (DEN)      | 11.                        |
| 2                          | Fredrik Dversnes (NOR)     | 31.                        |
| 3                          | Morten Hulgaard (DEN)      | 72.                        |
| 4                          | William Blume Levy (DEN)   | 87.                        |
| 5                          | Lasse Norman Leth (DEN)    | 17.                        |
| 6                          | Kristian Kulset (NOR)      | 131.                       |

| Danmark DEN | Danmark DEN           | Danmark DEN |
| ----------- | --------------------- | ----------- |
| Nr.         | Rytter                | Placering   |
| 21          | Mads Pedersen         | 1.          |
| 22          | Mathias Norsgaard     | 32.         |
| 23          | Johan Price-Pejtersen | 79.         |
| 24          | Mattias Nordal        | 61.         |
| 25          | Kasper Andersen       | 82.         |
| 26          | Tobias Lund Andresen  | 130.        |

| ColoQuick TCQ | ColoQuick TCQ                  | ColoQuick TCQ |
| ------------- | ------------------------------ | ------------- |
| Nr.           | Rytter                         | Placering     |
| 31            | Sebastian Kolze Changizi (DEN) | 3.            |
| 32            | Oliver Søndergaard (DEN)       | 134.          |
| 33            | Simon Bak (DEN)                | 19.           |
| 34            | Matias Malmberg (DEN)          | 75.           |
| 35            | Lukas Lund Sørensen (DEN)      | DNS           |
| 36            | Mads Andersen (DEN)            | DNS           |

| BHS-PL Beton Bornholm BPC | BHS-PL Beton Bornholm BPC     | BHS-PL Beton Bornholm BPC |
| ------------------------- | ----------------------------- | ------------------------- |
| Nr.                       | Rytter                        | Placering                 |
| 41                        | Frederik Irgens Jensen (DEN)  | 27.                       |
| 42                        | Mads Rahbek (DEN)             | 46.                       |
| 43                        | Rasmus Søjberg Pedersen (DEN) | 14.                       |
| 44                        | Nikolaj Mengel (DEN)          | 58.                       |
| 45                        | Sebastian Ryttersgaard (DEN)  | 20.                       |
| 46                        | Emil Schandorff Iwersen (DEN) | 54.                       |

| Restaurant Suri-Carl Ras GSH | Restaurant Suri-Carl Ras GSH | Restaurant Suri-Carl Ras GSH |
| ---------------------------- | ---------------------------- | ---------------------------- |
| Nr.                          | Rytter                       | Placering                    |
| 51                           | Mathias Larsen (DEN)         | 4.                           |
| 52                           | Tobias Kongstad (DEN)        | 64.                          |
| 53                           | Rasmus Bøgh Wallin (DEN)     | 34.                          |
| 54                           | Magnus Bak Klaris (DEN)      | DNF                          |
| 55                           | Christian Lindquist (DEN)    | 9.                           |
| 56                           | Oliver Knudsen (DEN)         | 51.                          |

| Riwal Cycling Team RIW | Riwal Cycling Team RIW      | Riwal Cycling Team RIW |
| ---------------------- | --------------------------- | ---------------------- |
| Nr.                    | Rytter                      | Placering              |
| 61                     | Martijn Budding (NED)       | 12.                    |
| 62                     | Elmar Reinders (NED)        | 2.                     |
| 63                     | Alexander Salby (DEN)       | 65.                    |
| 64                     | Søren Vosgerau (DEN)        | DNS                    |
| 65                     | Morten Nørtoft (DEN)        | 44.                    |
| 66                     | Kasper Viberg Søgaard (DEN) | DNS                    |

| Team Skyline TSL | Team Skyline TSL      | Team Skyline TSL |
| ---------------- | --------------------- | ---------------- |
| Nr.              | Rytter                | Placering        |
| 71               | Wolfgang Brandl (GER) | 28.              |
| 72               | Clayton Travis (USA)  | 56.              |
| 73               | Joseph Lupien (CAN)   | 111.             |
| 74               | René Corella (MEX)    | DNF              |
| 75               | Nick Kleban (CAN)     | 47.              |
| 76               | Trevor August (USA)   | 109.             |

| Kaunas Cycling Team KCC | Kaunas Cycling Team KCC    | Kaunas Cycling Team KCC |
| ----------------------- | -------------------------- | ----------------------- |
| Nr.                     | Rytter                     | Placering               |
| 81                      | Venantas Lašinis (LTU)     | 25.                     |
| 82                      | Aristidas Kelmelis (LTU)   | DNF                     |
| 83                      | Mantas Balčiūnas (LTU)     | 125.                    |
| 84                      | Gustas Raugala (LTU)       | 113.                    |
| 85                      | Artūras Kazakevičius (LTU) | 126.                    |
| 86                      | Martynas Tomkus (LTU)      | DNF                     |

| Motala AIF Serneke Allebike MSA | Motala AIF Serneke Allebike MSA | Motala AIF Serneke Allebike MSA |
| ------------------------------- | ------------------------------- | ------------------------------- |
| Nr.                             | Rytter                          | Placering                       |
| 91                              | Jacob Ahlsson (SWE)             | 119.                            |
| 92                              | Filip Mård (SWE)                | 121.                            |
| 93                              | Lukas Vernersson (SWE)          | 45.                             |
| 94                              | Linus Eriksson Kvist (SWE)      | 69.                             |
| 95                              | Hugo Lennartsson (SWE)          | DNF                             |
| 96                              | Samuel Lord (SWE)               | 115.                            |

| HRE Mazowsze Serce Polski MSP | HRE Mazowsze Serce Polski MSP | HRE Mazowsze Serce Polski MSP |
| ----------------------------- | ----------------------------- | ----------------------------- |
| Nr.                           | Rytter                        | Placering                     |
| 101                           | Piotr Brożyna (POL)           | 36.                           |
| 102                           | Marcin Budziński (POL)        | 6.                            |
| 103                           | Tomasz Budziński (POL)        | 29.                           |
| 104                           | Mateusz Gajdulewicz (POL)     | 48.                           |
| 105                           | Kacper Gieryk (POL)           | DNF                           |
| 106                           | Adam Stachowiak (POL)         | 103.                          |

| À Bloc CT ABC | À Bloc CT ABC             | À Bloc CT ABC |
| ------------- | ------------------------- | ------------- |
| Nr.           | Rytter                    | Placering     |
| 111           | Luke Verburg (NED)        | 67.           |
| 112           | Joren Bloem (NED)         | 7.            |
| 113           | Mel van der Veekens (NED) | DNS           |
| 114           | Callum MacLeod (GBR)      | 62.           |
| 115           | Lars Loohuis (NED)        | 15.           |
| 116           | Mike Schuch (NED)         | 24.           |

| ATT Investments ATT | ATT Investments ATT  | ATT Investments ATT |
| ------------------- | -------------------- | ------------------- |
| Nr.                 | Rytter               | Placering           |
| 121                 | Jiří Petruš (CZE)    | DNS                 |
| 122                 | Petr Klabouch (CZE)  | 50.                 |
| 123                 | Miká Heming (GER)    | 84.                 |
| 124                 | Matěj Stránský (CZE) | 39.                 |
| 125                 | Matúš Štoček (SVK)   | 78.                 |
| 126                 | Tomáš Bárta (CZE)    | 49.                 |

| Team Kjekkas Elite ___ | Team Kjekkas Elite ___     | Team Kjekkas Elite ___ |
| ---------------------- | -------------------------- | ---------------------- |
| Nr.                    | Rytter                     | Placering              |
| 131                    | Anders Bjørgeengen (NOR)   | 110.                   |
| 132                    | Jørgen Korstad (NOR)       | 122.                   |
| 133                    | Kristian Klevgård (NOR)    | 16.                    |
| 134                    | Kristoffer Skjerping (NOR) | 93.                    |
| 135                    | Magnus Frydenlund (NOR)    | DNS                    |

| Allinq Continental Cycling Team ALQ | Allinq Continental Cycling Team ALQ | Allinq Continental Cycling Team ALQ |
| ----------------------------------- | ----------------------------------- | ----------------------------------- |
| Nr.                                 | Rytter                              | Placering                           |
| 141                                 | Tim Bierkens (NED)                  | 95.                                 |
| 142                                 | Mike Bronswijk (NED)                | 18.                                 |
| 143                                 | Aden Paterson (AUS)                 | 23.                                 |
| 144                                 | Lars Rouffaer (NED)                 | 66.                                 |
| 145                                 | Mike Vliek (NED)                    | 70.                                 |
| 146                                 | Lars van Uum (NED)                  | 91.                                 |

| Voltas Cycling Team VCT | Voltas Cycling Team VCT   | Voltas Cycling Team VCT |
| ----------------------- | ------------------------- | ----------------------- |
| Nr.                     | Rytter                    | Placering               |
| 151                     | Darijus Džervus (LTU)     | 125.                    |
| 152                     | Jokūbas Zdanevičius (LTU) | 118.                    |
| 153                     | Mindaugas Striška (LTU)   | DNF                     |
| 154                     | Edgaras Kovaliovas (LTU)  | DNF                     |
| 155                     | Mantas Staliūnas (LTU)    | 92.                     |

| Dukla Banská Bystrica DKB | Dukla Banská Bystrica DKB | Dukla Banská Bystrica DKB |
| ------------------------- | ------------------------- | ------------------------- |
| Nr.                       | Rytter                    | Placering                 |
| 161                       | Samuel Tuka (SVK)         | 88.                       |
| 162                       | Martin Haring (SVK)       | 128.                      |
| 163                       | Patrik Tybor (SVK)        | 117.                      |
| 164                       | Lukáš Kubiš (SVK)         | 10.                       |
| 165                       | Adam Foltán (SVK)         | 63.                       |
| 166                       | Pavol Rovder (SVK)        | 132.                      |

| Team Nyt Syn powered by Fialla ___ | Team Nyt Syn powered by Fialla ___ | Team Nyt Syn powered by Fialla ___ |
| ---------------------------------- | ---------------------------------- | ---------------------------------- |
| Nr.                                | Rytter                             | Placering                          |
| 171                                | Rasmus Lund Pedersen (DEN)         | 53.                                |
| 172                                | Arne Birkemose                     | DNS                                |
| 173                                | Ian Millennium                     | 129.                               |
| 174                                | Silas Bolund Falkø                 | 133.                               |
| 175                                | Bjørn Andreassen (DEN)             | 81.                                |
| 176                                | Emil Tønnesen                      | 90.                                |

| Team Sparekassen Danmark Aalborg ___ | Team Sparekassen Danmark Aalborg ___ | Team Sparekassen Danmark Aalborg ___ |
| ------------------------------------ | ------------------------------------ | ------------------------------------ |
| Nr.                                  | Rytter                               | Placering                            |
| 181                                  | Jacob Gye Madsen                     | 94.                                  |
| 182                                  | William Wisholm                      | 8.                                   |
| 183                                  | Dennis Lock (DEN)                    | 86.                                  |
| 184                                  | Morten Gadgaard (DEN)                | DNF                                  |
| 185                                  | Oscar Munk-Olsen                     | 41.                                  |
| 186                                  | Thomas Koldkjær Decker               | 71.                                  |

| Herning CK Elite Biemme Danmark ___ | Herning CK Elite Biemme Danmark ___ | Herning CK Elite Biemme Danmark ___ |
| ----------------------------------- | ----------------------------------- | ----------------------------------- |
| Nr.                                 | Rytter                              | Placering                           |
| 191                                 | Andreas Aidel Brixen (DEN)          | 38.                                 |
| 192                                 | Nicolai Bujakewitz Kristensen       | 55.                                 |
| 193                                 | Jonas Nordal Jakobsen               | 68.                                 |
| 194                                 | Daniel Lyhne (DEN)                  | 97.                                 |
| 195                                 | Carl Voldbjerg                      | DNF                                 |
| 196                                 | Jonas Birk Madsen                   | 42.                                 |

| CO:PLAY-Giant Store ___ | CO:PLAY-Giant Store ___ | CO:PLAY-Giant Store ___ |
| ----------------------- | ----------------------- | ----------------------- |
| Nr.                     | Rytter                  | Placering               |
| 201                     | Mikkel Øritsland (DEN)  | 59.                     |
| 202                     | Daniel Lemvig Lond      | 37.                     |
| 203                     | Emil Hyllested          | 104.                    |
| 204                     | Mathias Matz (DEN)      | 35.                     |
| 205                     | Jaspar Lonsdale         | 96.                     |
| 206                     | Kristian Siig Hessel    | 85.                     |

| Georg Berg ___ | Georg Berg ___          | Georg Berg ___ |
| -------------- | ----------------------- | -------------- |
| Nr.            | Rytter                  | Placering      |
| 211            | Oskar Winkler (DEN)     | 112.           |
| 212            | Magnus Bächler          | 40.            |
| 213            | Niklas Hornshøj         | DNF            |
| 214            | Jacob Schebye           | 26.            |
| 215            | Mads Schelde Berg (DEN) | DNF            |
| 216            | Anders Bjørn Jørgensen  | 127.           |

| IBT-BH Carl Ras ___ | IBT-BH Carl Ras ___          | IBT-BH Carl Ras ___ |
| ------------------- | ---------------------------- | ------------------- |
| Nr.                 | Rytter                       | Placering           |
| 221                 | Frederik Thomsen             | 74.                 |
| 222                 | Marckus Njor                 | 77.                 |
| 223                 | Sebastian Andreasson (DEN)   | 60.                 |
| 224                 | Kasper Due Kaspersen         | 89.                 |
| 225                 | Nicholas Thorøe-Hansen (DEN) | 76.                 |
| 226                 | Thorolf Rønhede              | 116.                |

| Bache-JS.dk ___ | Bache-JS.dk ___             | Bache-JS.dk ___ |
| --------------- | --------------------------- | --------------- |
| Nr.             | Rytter                      | Placering       |
| 231             | Karl Hjøllund Klinge (DEN)  | 102.            |
| 232             | Lauge Woer                  | 101.            |
| 233             | Markus Klitgaard Bugge      | DNF             |
| 234             | Ruben Zilas Larsen          | 108.            |
| 235             | Nicklas Amdi Pedersen (DEN) | 5.              |
| 236             | Jeppe Andreasen             | 73.             |

| The Cycling Academy Race Team ___ | The Cycling Academy Race Team ___ | The Cycling Academy Race Team ___ |
| --------------------------------- | --------------------------------- | --------------------------------- |
| Nr.                               | Rytter                            | Placering                         |
| 241                               | Ciaran McSherry (GBR)             | DNS                               |
| 242                               | Angus Joshi (GBR)                 | DNF                               |
| 243                               | Gregor McArthur (GBR)             | DNF                               |
| 244                               | Ben Flanagan (GBR)                | DNF                               |
| 245                               | Thomas Gelati (GBR)               | DNF                               |
| 246                               | Yuval Tsahor (ISR)                | DNS                               |

| WPGA Amsterdam Racing Academy ___ | WPGA Amsterdam Racing Academy ___ | WPGA Amsterdam Racing Academy ___ |
| --------------------------------- | --------------------------------- | --------------------------------- |
| Nr.                               | Rytter                            | Placering                         |
| 251                               | Hugo Kars (NED)                   | 52.                               |
| 252                               | Bram Leerkes (NED)                | 114.                              |
| 253                               | Joost Nat (NED)                   | 21.                               |
| 254                               | Niek Voogt (NED)                  | 98.                               |
| 255                               | Wessel Mouris (NED)               | 13.                               |
| 256                               | Tjalle de Bruin (NED)             | 43.                               |

| Team SmartDry ___ | Team SmartDry ___          | Team SmartDry ___ |
| ----------------- | -------------------------- | ----------------- |
| Nr.               | Rytter                     | Placering         |
| 261               | Christian Gorm Albrechtsen | DNS               |
| 262               | Keegan Hornblow (NZL)      | 106.              |
| 263               | Riley Fleming (AUS)        | DNS               |
| 264               | Ari Scott (NZL)            | 105.              |
| 265               | Adam Ward (IRL)            | 107.              |
| 266               | Andrew Lydic (USA)         | 120.              |

| Give Elementer ___ | Give Elementer ___         | Give Elementer ___ |
| ------------------ | -------------------------- | ------------------ |
| Nr.                | Rytter                     | Placering          |
| 271                | Martin Szokody             | DNF                |
| 272                | Daniel Eriksen             | 99.                |
| 273                | Gustav Frederik Dahl (DEN) | 30.                |
| 274                | Jeppe Falk-Kristensen      | DNF                |
| 275                | Jakob Bødker               | 100.               |
| 276                | Jeppe Tolbøll              | 123.               |

| Tønsberg CK Elite ___ | Tønsberg CK Elite ___               | Tønsberg CK Elite ___ |
| --------------------- | ----------------------------------- | --------------------- |
| Nr.                   | Rytter                              | Placering             |
| 281                   | Sondre Peder Kristensen (NOR)       | DNF                   |
| 282                   | Anton Stensby (NOR)                 | 22.                   |
| 283                   | Vebjørn Rønning (NOR)               | 80.                   |
| 284                   | Aleksander Andersen Skjelbred (NOR) | 57.                   |
| 285                   | Kasper Steen Enstad (NOR)           | 83.                   |
| 286                   | Jon Rye-Johnsen (NOR)               | 33.                   |

| Uno-X Pro Cycling Team UXT | Uno-X Pro Cycling Team UXT | Uno-X Pro Cycling Team UXT |
| -------------------------- | -------------------------- | -------------------------- |
| Nr.                        | Rytter                     | Placering                  |
| 1                          | Jacob Hindsgaul (DEN)      | 11.                        |
| 2                          | Fredrik Dversnes (NOR)     | 31.                        |
| 3                          | Morten Hulgaard (DEN)      | 72.                        |
| 4                          | William Blume Levy (DEN)   | 87.                        |
| 5                          | Lasse Norman Leth (DEN)    | 17.                        |
| 6                          | Kristian Kulset (NOR)      | 131.                       |

| Danmark DEN | Danmark DEN           | Danmark DEN |
| ----------- | --------------------- | ----------- |
| Nr.         | Rytter                | Placering   |
| 21          | Mads Pedersen         | 1.          |
| 22          | Mathias Norsgaard     | 32.         |
| 23          | Johan Price-Pejtersen | 79.         |
| 24          | Mattias Nordal        | 61.         |
| 25          | Kasper Andersen       | 82.         |
| 26          | Tobias Lund Andresen  | 130.        |

| ColoQuick TCQ | ColoQuick TCQ                  | ColoQuick TCQ |
| ------------- | ------------------------------ | ------------- |
| Nr.           | Rytter                         | Placering     |
| 31            | Sebastian Kolze Changizi (DEN) | 3.            |
| 32            | Oliver Søndergaard (DEN)       | 134.          |
| 33            | Simon Bak (DEN)                | 19.           |
| 34            | Matias Malmberg (DEN)          | 75.           |
| 35            | Lukas Lund Sørensen (DEN)      | DNS           |
| 36            | Mads Andersen (DEN)            | DNS           |

| BHS-PL Beton Bornholm BPC | BHS-PL Beton Bornholm BPC     | BHS-PL Beton Bornholm BPC |
| ------------------------- | ----------------------------- | ------------------------- |
| Nr.                       | Rytter                        | Placering                 |
| 41                        | Frederik Irgens Jensen (DEN)  | 27.                       |
| 42                        | Mads Rahbek (DEN)             | 46.                       |
| 43                        | Rasmus Søjberg Pedersen (DEN) | 14.                       |
| 44                        | Nikolaj Mengel (DEN)          | 58.                       |
| 45                        | Sebastian Ryttersgaard (DEN)  | 20.                       |
| 46                        | Emil Schandorff Iwersen (DEN) | 54.                       |

| Restaurant Suri-Carl Ras GSH | Restaurant Suri-Carl Ras GSH | Restaurant Suri-Carl Ras GSH |
| ---------------------------- | ---------------------------- | ---------------------------- |
| Nr.                          | Rytter                       | Placering                    |
| 51                           | Mathias Larsen (DEN)         | 4.                           |
| 52                           | Tobias Kongstad (DEN)        | 64.                          |
| 53                           | Rasmus Bøgh Wallin (DEN)     | 34.                          |
| 54                           | Magnus Bak Klaris (DEN)      | DNF                          |
| 55                           | Christian Lindquist (DEN)    | 9.                           |
| 56                           | Oliver Knudsen (DEN)         | 51.                          |

| Riwal Cycling Team RIW | Riwal Cycling Team RIW      | Riwal Cycling Team RIW |
| ---------------------- | --------------------------- | ---------------------- |
| Nr.                    | Rytter                      | Placering              |
| 61                     | Martijn Budding (NED)       | 12.                    |
| 62                     | Elmar Reinders (NED)        | 2.                     |
| 63                     | Alexander Salby (DEN)       | 65.                    |
| 64                     | Søren Vosgerau (DEN)        | DNS                    |
| 65                     | Morten Nørtoft (DEN)        | 44.                    |
| 66                     | Kasper Viberg Søgaard (DEN) | DNS                    |

| Team Skyline TSL | Team Skyline TSL      | Team Skyline TSL |
| ---------------- | --------------------- | ---------------- |
| Nr.              | Rytter                | Placering        |
| 71               | Wolfgang Brandl (GER) | 28.              |
| 72               | Clayton Travis (USA)  | 56.              |
| 73               | Joseph Lupien (CAN)   | 111.             |
| 74               | René Corella (MEX)    | DNF              |
| 75               | Nick Kleban (CAN)     | 47.              |
| 76               | Trevor August (USA)   | 109.             |

| Kaunas Cycling Team KCC | Kaunas Cycling Team KCC    | Kaunas Cycling Team KCC |
| ----------------------- | -------------------------- | ----------------------- |
| Nr.                     | Rytter                     | Placering               |
| 81                      | Venantas Lašinis (LTU)     | 25.                     |
| 82                      | Aristidas Kelmelis (LTU)   | DNF                     |
| 83                      | Mantas Balčiūnas (LTU)     | 125.                    |
| 84                      | Gustas Raugala (LTU)       | 113.                    |
| 85                      | Artūras Kazakevičius (LTU) | 126.                    |
| 86                      | Martynas Tomkus (LTU)      | DNF                     |

| Motala AIF Serneke Allebike MSA | Motala AIF Serneke Allebike MSA | Motala AIF Serneke Allebike MSA |
| ------------------------------- | ------------------------------- | ------------------------------- |
| Nr.                             | Rytter                          | Placering                       |
| 91                              | Jacob Ahlsson (SWE)             | 119.                            |
| 92                              | Filip Mård (SWE)                | 121.                            |
| 93                              | Lukas Vernersson (SWE)          | 45.                             |
| 94                              | Linus Eriksson Kvist (SWE)      | 69.                             |
| 95                              | Hugo Lennartsson (SWE)          | DNF                             |
| 96                              | Samuel Lord (SWE)               | 115.                            |

| HRE Mazowsze Serce Polski MSP | HRE Mazowsze Serce Polski MSP | HRE Mazowsze Serce Polski MSP |
| ----------------------------- | ----------------------------- | ----------------------------- |
| Nr.                           | Rytter                        | Placering                     |
| 101                           | Piotr Brożyna (POL)           | 36.                           |
| 102                           | Marcin Budziński (POL)        | 6.                            |
| 103                           | Tomasz Budziński (POL)        | 29.                           |
| 104                           | Mateusz Gajdulewicz (POL)     | 48.                           |
| 105                           | Kacper Gieryk (POL)           | DNF                           |
| 106                           | Adam Stachowiak (POL)         | 103.                          |

| À Bloc CT ABC | À Bloc CT ABC             | À Bloc CT ABC |
| ------------- | ------------------------- | ------------- |
| Nr.           | Rytter                    | Placering     |
| 111           | Luke Verburg (NED)        | 67.           |
| 112           | Joren Bloem (NED)         | 7.            |
| 113           | Mel van der Veekens (NED) | DNS           |
| 114           | Callum MacLeod (GBR)      | 62.           |
| 115           | Lars Loohuis (NED)        | 15.           |
| 116           | Mike Schuch (NED)         | 24.           |

| ATT Investments ATT | ATT Investments ATT  | ATT Investments ATT |
| ------------------- | -------------------- | ------------------- |
| Nr.                 | Rytter               | Placering           |
| 121                 | Jiří Petruš (CZE)    | DNS                 |
| 122                 | Petr Klabouch (CZE)  | 50.                 |
| 123                 | Miká Heming (GER)    | 84.                 |
| 124                 | Matěj Stránský (CZE) | 39.                 |
| 125                 | Matúš Štoček (SVK)   | 78.                 |
| 126                 | Tomáš Bárta (CZE)    | 49.                 |

| Team Kjekkas Elite ___ | Team Kjekkas Elite ___     | Team Kjekkas Elite ___ |
| ---------------------- | -------------------------- | ---------------------- |
| Nr.                    | Rytter                     | Placering              |
| 131                    | Anders Bjørgeengen (NOR)   | 110.                   |
| 132                    | Jørgen Korstad (NOR)       | 122.                   |
| 133                    | Kristian Klevgård (NOR)    | 16.                    |
| 134                    | Kristoffer Skjerping (NOR) | 93.                    |
| 135                    | Magnus Frydenlund (NOR)    | DNS                    |

| Allinq Continental Cycling Team ALQ | Allinq Continental Cycling Team ALQ | Allinq Continental Cycling Team ALQ |
| ----------------------------------- | ----------------------------------- | ----------------------------------- |
| Nr.                                 | Rytter                              | Placering                           |
| 141                                 | Tim Bierkens (NED)                  | 95.                                 |
| 142                                 | Mike Bronswijk (NED)                | 18.                                 |
| 143                                 | Aden Paterson (AUS)                 | 23.                                 |
| 144                                 | Lars Rouffaer (NED)                 | 66.                                 |
| 145                                 | Mike Vliek (NED)                    | 70.                                 |
| 146                                 | Lars van Uum (NED)                  | 91.                                 |

| Voltas Cycling Team VCT | Voltas Cycling Team VCT   | Voltas Cycling Team VCT |
| ----------------------- | ------------------------- | ----------------------- |
| Nr.                     | Rytter                    | Placering               |
| 151                     | Darijus Džervus (LTU)     | 125.                    |
| 152                     | Jokūbas Zdanevičius (LTU) | 118.                    |
| 153                     | Mindaugas Striška (LTU)   | DNF                     |
| 154                     | Edgaras Kovaliovas (LTU)  | DNF                     |
| 155                     | Mantas Staliūnas (LTU)    | 92.                     |

| Dukla Banská Bystrica DKB | Dukla Banská Bystrica DKB | Dukla Banská Bystrica DKB |
| ------------------------- | ------------------------- | ------------------------- |
| Nr.                       | Rytter                    | Placering                 |
| 161                       | Samuel Tuka (SVK)         | 88.                       |
| 162                       | Martin Haring (SVK)       | 128.                      |
| 163                       | Patrik Tybor (SVK)        | 117.                      |
| 164                       | Lukáš Kubiš (SVK)         | 10.                       |
| 165                       | Adam Foltán (SVK)         | 63.                       |
| 166                       | Pavol Rovder (SVK)        | 132.                      |

| Team Nyt Syn powered by Fialla ___ | Team Nyt Syn powered by Fialla ___ | Team Nyt Syn powered by Fialla ___ |
| ---------------------------------- | ---------------------------------- | ---------------------------------- |
| Nr.                                | Rytter                             | Placering                          |
| 171                                | Rasmus Lund Pedersen (DEN)         | 53.                                |
| 172                                | Arne Birkemose                     | DNS                                |
| 173                                | Ian Millennium                     | 129.                               |
| 174                                | Silas Bolund Falkø                 | 133.                               |
| 175                                | Bjørn Andreassen (DEN)             | 81.                                |
| 176                                | Emil Tønnesen                      | 90.                                |

| Team Sparekassen Danmark Aalborg ___ | Team Sparekassen Danmark Aalborg ___ | Team Sparekassen Danmark Aalborg ___ |
| ------------------------------------ | ------------------------------------ | ------------------------------------ |
| Nr.                                  | Rytter                               | Placering                            |
| 181                                  | Jacob Gye Madsen                     | 94.                                  |
| 182                                  | William Wisholm                      | 8.                                   |
| 183                                  | Dennis Lock (DEN)                    | 86.                                  |
| 184                                  | Morten Gadgaard (DEN)                | DNF                                  |
| 185                                  | Oscar Munk-Olsen                     | 41.                                  |
| 186                                  | Thomas Koldkjær Decker               | 71.                                  |

| Herning CK Elite Biemme Danmark ___ | Herning CK Elite Biemme Danmark ___ | Herning CK Elite Biemme Danmark ___ |
| ----------------------------------- | ----------------------------------- | ----------------------------------- |
| Nr.                                 | Rytter                              | Placering                           |
| 191                                 | Andreas Aidel Brixen (DEN)          | 38.                                 |
| 192                                 | Nicolai Bujakewitz Kristensen       | 55.                                 |
| 193                                 | Jonas Nordal Jakobsen               | 68.                                 |
| 194                                 | Daniel Lyhne (DEN)                  | 97.                                 |
| 195                                 | Carl Voldbjerg                      | DNF                                 |
| 196                                 | Jonas Birk Madsen                   | 42.                                 |

| CO:PLAY-Giant Store ___ | CO:PLAY-Giant Store ___ | CO:PLAY-Giant Store ___ |
| ----------------------- | ----------------------- | ----------------------- |
| Nr.                     | Rytter                  | Placering               |
| 201                     | Mikkel Øritsland (DEN)  | 59.                     |
| 202                     | Daniel Lemvig Lond      | 37.                     |
| 203                     | Emil Hyllested          | 104.                    |
| 204                     | Mathias Matz (DEN)      | 35.                     |
| 205                     | Jaspar Lonsdale         | 96.                     |
| 206                     | Kristian Siig Hessel    | 85.                     |

| Georg Berg ___ | Georg Berg ___          | Georg Berg ___ |
| -------------- | ----------------------- | -------------- |
| Nr.            | Rytter                  | Placering      |
| 211            | Oskar Winkler (DEN)     | 112.           |
| 212            | Magnus Bächler          | 40.            |
| 213            | Niklas Hornshøj         | DNF            |
| 214            | Jacob Schebye           | 26.            |
| 215            | Mads Schelde Berg (DEN) | DNF            |
| 216            | Anders Bjørn Jørgensen  | 127.           |

| IBT-BH Carl Ras ___ | IBT-BH Carl Ras ___          | IBT-BH Carl Ras ___ |
| ------------------- | ---------------------------- | ------------------- |
| Nr.                 | Rytter                       | Placering           |
| 221                 | Frederik Thomsen             | 74.                 |
| 222                 | Marckus Njor                 | 77.                 |
| 223                 | Sebastian Andreasson (DEN)   | 60.                 |
| 224                 | Kasper Due Kaspersen         | 89.                 |
| 225                 | Nicholas Thorøe-Hansen (DEN) | 76.                 |
| 226                 | Thorolf Rønhede              | 116.                |

| Bache-JS.dk ___ | Bache-JS.dk ___             | Bache-JS.dk ___ |
| --------------- | --------------------------- | --------------- |
| Nr.             | Rytter                      | Placering       |
| 231             | Karl Hjøllund Klinge (DEN)  | 102.            |
| 232             | Lauge Woer                  | 101.            |
| 233             | Markus Klitgaard Bugge      | DNF             |
| 234             | Ruben Zilas Larsen          | 108.            |
| 235             | Nicklas Amdi Pedersen (DEN) | 5.              |
| 236             | Jeppe Andreasen             | 73.             |

| The Cycling Academy Race Team ___ | The Cycling Academy Race Team ___ | The Cycling Academy Race Team ___ |
| --------------------------------- | --------------------------------- | --------------------------------- |
| Nr.                               | Rytter                            | Placering                         |
| 241                               | Ciaran McSherry (GBR)             | DNS                               |
| 242                               | Angus Joshi (GBR)                 | DNF                               |
| 243                               | Gregor McArthur (GBR)             | DNF                               |
| 244                               | Ben Flanagan (GBR)                | DNF                               |
| 245                               | Thomas Gelati (GBR)               | DNF                               |
| 246                               | Yuval Tsahor (ISR)                | DNS                               |

| WPGA Amsterdam Racing Academy ___ | WPGA Amsterdam Racing Academy ___ | WPGA Amsterdam Racing Academy ___ |
| --------------------------------- | --------------------------------- | --------------------------------- |
| Nr.                               | Rytter                            | Placering                         |
| 251                               | Hugo Kars (NED)                   | 52.                               |
| 252                               | Bram Leerkes (NED)                | 114.                              |
| 253                               | Joost Nat (NED)                   | 21.                               |
| 254                               | Niek Voogt (NED)                  | 98.                               |
| 255                               | Wessel Mouris (NED)               | 13.                               |
| 256                               | Tjalle de Bruin (NED)             | 43.                               |

| Team SmartDry ___ | Team SmartDry ___          | Team SmartDry ___ |
| ----------------- | -------------------------- | ----------------- |
| Nr.               | Rytter                     | Placering         |
| 261               | Christian Gorm Albrechtsen | DNS               |
| 262               | Keegan Hornblow (NZL)      | 106.              |
| 263               | Riley Fleming (AUS)        | DNS               |
| 264               | Ari Scott (NZL)            | 105.              |
| 265               | Adam Ward (IRL)            | 107.              |
| 266               | Andrew Lydic (USA)         | 120.              |

| Give Elementer ___ | Give Elementer ___         | Give Elementer ___ |
| ------------------ | -------------------------- | ------------------ |
| Nr.                | Rytter                     | Placering          |
| 271                | Martin Szokody             | DNF                |
| 272                | Daniel Eriksen             | 99.                |
| 273                | Gustav Frederik Dahl (DEN) | 30.                |
| 274                | Jeppe Falk-Kristensen      | DNF                |
| 275                | Jakob Bødker               | 100.               |
| 276                | Jeppe Tolbøll              | 123.               |

| Tønsberg CK Elite ___ | Tønsberg CK Elite ___               | Tønsberg CK Elite ___ |
| --------------------- | ----------------------------------- | --------------------- |
| Nr.                   | Rytter                              | Placering             |
| 281                   | Sondre Peder Kristensen (NOR)       | DNF                   |
| 282                   | Anton Stensby (NOR)                 | 22.                   |
| 283                   | Vebjørn Rønning (NOR)               | 80.                   |
| 284                   | Aleksander Andersen Skjelbred (NOR) | 57.                   |
| 285                   | Kasper Steen Enstad (NOR)           | 83.                   |
| 286                   | Jon Rye-Johnsen (NOR)               | 33.                   |